# Stephen Merchant
Stephen James Merchant, född 24 november 1974 i Bristol, är en brittisk komiker, manusförfattare, regissör och före detta radiopratare som bland annat ligger bakom produktioner som The Office och Extras tillsammans med Ricky Gervais.
Han gör rösten till Wheatley i datorspelet Portal 2. Merchant spelade 2013 huvudrollen i tv-serien Hello Ladies som han själv varit med och skapat.

## Samarbete med Ricky Gervais
Stephen Merchant är mest känd för sina samarbeten med Ricky Gervais och Karl Pilkington. Han har skrivit och regisserat The Office tillsammans med Gervais. De har dessutom skrivit och medverkat i tv-serien Extras tillsammans.  
Merchant, Gervais och Pilkington spelade tillsammans in podcasten The Ricky Gervais Show, som senare även blev en tecknad tv-serie. De hade även en radioshow tillsammans på den brittiska radiokanalen XFM. Merchant spelade sig själv i tv-serien Life´s too short, vilken han även skrev och regisserade i samarbete med Ricky Gervais. 
Merchant och Ricky Gervais träffades för första gången år 1997 då Gervais anställde Merchant som sin assistent. Gervais har senare sagt att anledningen till att Merchant blev vald till jobbet var att hans CV var det första han fick. De blev goda vänner och började arbeta ihop.

## Filmografi i urval
- 2007 – Run Fatboy Run - Man med brutet ben
- 2010 – Tooth Fairy - Tracy
- 2011 – Hall Pass - Gary
- 2013 – I Give It a Year - Danny
- 2013 – Movie 43 - Donald
- 2017 – Logan – The Wolverine - Caliban
- 2018 – The Girl in the Spider's Web - Frans Balder
- 2019 – Jojo Rabbit - Captain Deertz
- 2021–2022 – The Outlaws (TV-serie)
- 2022 – Morden i Barking (TV-serie) - Stephen Port